# Kloster Mittenheim Schleißheim

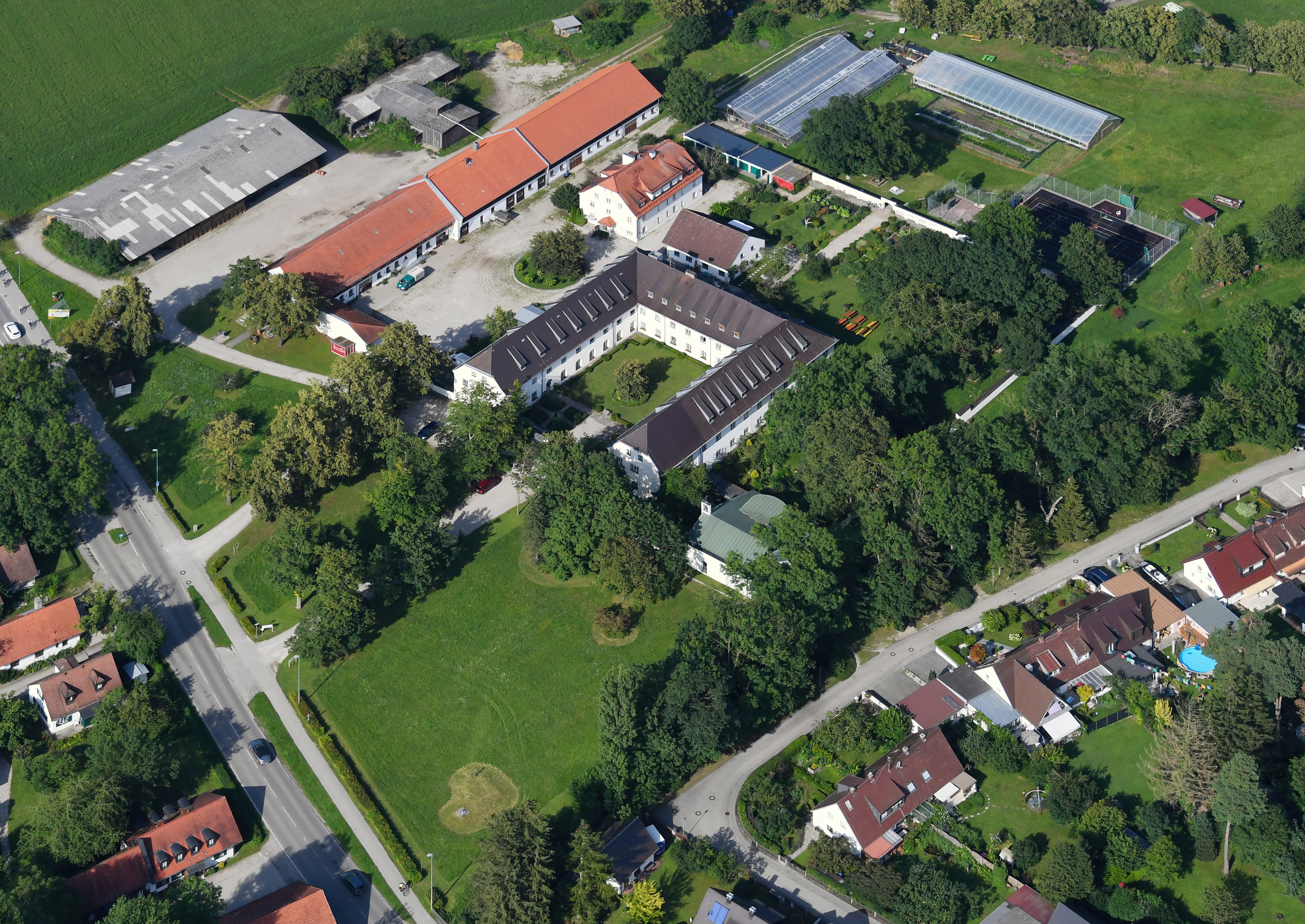
Ehemaliges Franziskanerkloster Mittenheim

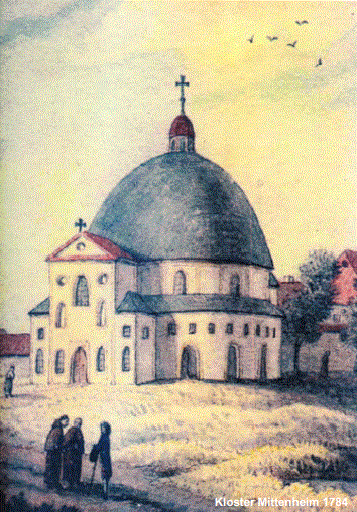
Ehemalige Franziskanerklosterkirche Mittenheim

Das Kloster Mittenheim Schleißheim ist ein ehemaliges Kloster der Franziskaner-Reformaten in Oberschleißheim in Bayern in der Diözese München und Freising. Es gehörte zur Bayerischen Franziskanerprovinz (Bavaria).

## Geschichte
Das auf den Titel Sanctus Franciscus in Eremo geweihte Kloster wurde 1702 durch Kurfürst Maximilian II. Emanuel von Bayern gegründet. 
Der Hofbaumeister Enrico Zuccalli orientierte sich bei den abschließenden Bauarbeiten für die Kirche ab 1717 vermutlich an dem Grundplan der von ihm zuvor erbauten Klosterkirche in Ettal. Der dreiflügeligen Anlage war auf der Westseite eine Kirche als Kuppelzentralbau mit querovalem Grundriss mit sechs Kapellen vorgelagert, die 1722 geweiht wurde. Am Bau wirkte auch Frater Philipp Plank mit. Als Zucallis Nachfolger Joseph Effner in den Jahren 1735/37 einen Hochaltar einbaute, rühmte er die Größe und Ansehnlichkeit des Baues. In der Rotunde reihten sich somit sieben Altäre aneinander. 
1790 erhielt das kurfürstliche Schloss Schleißheim eine Hofpfarrei, die fortan von den Schleißheimer Franziskanern besetzt wurde. 1802 wurde das Kloster im Zuge der Säkularisation aufgelöst und die Kirche 1804 abgerissen. 1805 fiel auch der alte Bau der ursprünglichen Franziskusklause der Spitzhacke zum Opfer. Nach nur 15 Jahren Bestand wurde damals auch der benachbarte Friedhof aufgelöst. Die Klostergebäude blieben fast vollständig erhalten und dienten als Ökonomiegut und später als Flüchtlingsunterkunft. In den 1880er Jahren lebte der Wappenkünstler Otto Hupp darin.